# Eremedaille van de Landbouw
De Eremedaille van de Landbouw (Frans: Médaille d'honneur Agricole) is een van de vele eremedailles die door de regering van Frankrijk worden uitgereikt bij jubilea van werknemers in de landbouw en de aanverwante industrieën. In dit geval spreekt het decreet van de "gesalarieerden", de werknemers. Dat sluit de entrepreneurs in deze sector uit. De medaille werd op 17 juni 1890 ingesteld en wordt meestal op 1 januari en 14 juli uitgereikt. De medaille verving de op 31 december 1883 ingestelde legpenningen. Niet draagbare medailles, legpenningen genoemd, zijn bij de ontvangers van onderscheidingen niet geliefd.
Deze onderscheiding is volgens de relevante decreten bestemd voor werknemers, al of niet van Franse nationaliteit, in Frankrijk in de landbouw of aanverwante bedrijfstakken werkzaam voor Franse werkgevers of buitenlanders. Ook jubilerende werknemers, al of niet van Franse nationaliteit, die het buitenland werken voor een Franse werkgever komen in aanmerking voor de eremedaille. De decreten noemen ook de aldaar in een filiaal of dochteronderneming van een Frans bedrijf of een buitenlandse onderneming werkzame medewerkers als gerechtigden op voorwaarde dat de bedrijfsleiders Frans zijn. Deze criteria sluiten ondernemers in de landbouw en industrie uit van toekenning van deze medaille.
Er zijn 4 graden:
- Grote gouden Medaille (Grand or) voor 40 dienstjaren
- Gouden Medaille (Or) voor 35 dienstjaren
- Verguld Zilveren Medaille (Vermeil) voor 30 dienstjaren
- Zilveren Medaille (Argent) voor 20 dienstjaren

Oorspronkelijk moest men ook voor de zilveren medaille dertig dienstjaren hebben volgemaakt. Fransen en inboorlingen die in de landbouw van Algerije, Marokko of Tunesië werkten kwamen al na twintig jaar voor de zilveren medaille in aanmerking. De medaille kende van 1890 tot 1901 drie graden en werd in goud, zilver en brons uitgereikt. Tussen 1901 en 1948 werden allen zilveren medailles verleend. De huidige vier graden werden in 1948 ingesteld.
De medaille is lager in rang dan de graad van Ridder in de Orde van Agrarische Verdienste. Frankrijk wordt ook wel de "Eremedaille van Werknemers in de Landbouw" (Frans: Médaille des ouvriers de l'Agriculture) genoemd. De medaille is lager in rang dan de graad van Ridder in de Orde van Agrarische Verdienste.
De voordrachten worden aan de prefect gericht. De gedecoreerden ontvangen behalve de medaille ook een diploma.

## De medaille
Tussen 1883 en 1984 werd een medaille aan een lint met drie horizontale strepen, rood-wit en blauw, het rood beneden, uitgereikt. De verguld zilveren, gouden en grote gouden medailles werden aan een lint met rozet gedragen. Het lint van de gouden medaille droeg ook een gouden palm terwijl het lint van de grote gouden medaille van een gouden lauwerkrans was voorzien. Deze rozetten, palmen en kransen werden ook op de batons gedragen. Het ontwerp van de medaille was van Hubert Ponscarme. Alle medailles hadden een diameter van 34 millimeter.
Op de voorzijde was een naar links kijkende "Marianne", symbool van de Franse Republiek afgebeeld. Zij draagt een lauwerkrans. Het rondschrift luidt REPUBLIQUE FRANÇAISE. Op de keerzijde is een ruimte opengelaten voor een inscriptie. Daaromheen zijn landbouwwerkruigen (zeis, vlegel en spade) en een caduceus geschikt. Het rondschrift luidt MINISTERE DE L’AGRICVLTVRE.

### De huidige medailles
De in 2000 van een nieuw lint en een nieuwe medaille voorziene medaille wordt nu aan een lint met de Franse driekleur in drie verticale banen met brede groene biesen gedragen. Het ontwerp van de medaille is van Alfred Borrel. De diameter is 27 millimeter. Het regime voor de palmen, rozetten en kransen is ongewijzigd.
De verguld zilveren en gouden medaille zijn met een verhoging in de vorm van een halve krans aan het lint bevestigd.
Op geklede jassen worden knoopsgatversieringen gedragen in de vorm van rozetten, rozetten met daaronder een zilveren galon of rozetten op een gouden galon, overeenkomend met de dracht van commandeurs of grootkruisen in een ridderorde.
Op de voorzijde is een naar rechts kijkende "Marianne", symbool van de Franse Republiek afgebeeld. Zij draagt een lauwerkrans. Het rondschrift luidt REPUBLIQUE FRANÇAISE. Op de keerzijde is een ruimte opengelaten voor een inscriptie. Daaromheen zijn landbouwwerktuigen (zeis, vlegel en spade) geschikt. Het rondschrift luidt MINISTERE DE L’AGRICVLTVRE HONNEUR - TRAVAIL.
De verguld zilveren en gouden medaille zijn met een verhoging in de vorm van een halve krans aan het lint bevestigd.
De grote gouden medaille is sinds 2000 ook werkelijk groter dan de andere medailles en heeft een diameter van 29 in plaats van 27 millimeter.

## Protocol
Wanneer men op uniformen geen modelversierselen draagt is een kleine rechthoekige baton in de kleuren van het lint voorgeschreven. De medaille wordt ook als miniatuur gedragen op bijvoorbeeld een rokkostuum. Burgers dragen hun koopsgatversieringen op colberts en jasjes op het revers. Dames dragen dergelijke versieringen wel op mantelpakken.

## De knoopsgatversieringen en batons

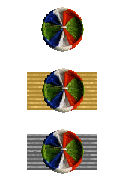
Knoopsgatversieringen
Zilveren medaille (20 dienstjaren)
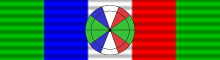
Verguld zilveren medaille (30 dienstjaren)
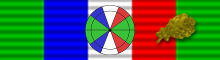
Gouden medaille (35 dienstjaren)
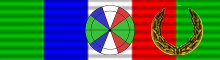
Grote gouden medaille (40 dienstjaren)